# Гиповитаминоз D
Гиповитаминоз D или Дефицит витамина D — заболевание, развивающееся при недостаточном потреблении витамина D. Чаще всего оно возникает у людей при недостаточном пребывании на солнце, особенно на свету с достаточным количеством ультрафиолетовых лучей (УФ/UV). Дефицит витамина D также может быть вызван недостаточным потреблением витамина D с пищей, нарушениями, ограничивающими усвоение витамина D, а также ухудшающими превращение витамина D в активные метаболиты, включая некоторые заболевания печени, почек и наследственные заболевания. Гиповитаминоз нарушает минерализацию костей, что приводит к заболеваниям, размягчающим кости, таким как рахит у детей. Он также может ухудшать остеомаляцию и остеопороз у взрослых, повышая риск переломов костей. Мышечная слабость также является распространенным симптомом гиповитаминоза, что еще больше повышает риск падения и перелома костей у взрослых. Дефицит витамина D также может быть связан с развитием шизофрении.
Витамин D синтезируется в коже под воздействием ультрафиолетовых лучей солнечного света. Жирная рыба, например лосось, сельдь, скумбрия, а также продукты их переработки, например рыбий жир являются основными источниками витамина D. Витамином D часто обогащают молоко, хлеб, соки и другие молочные продукты. Многие мультивитамины содержат витамин D в различных количествах.

## Классификация
D диагностируется измерением концентрации 25-гидроксивитамина D в крови. Один нанограмм на миллилитр (1 нг/мл) эквивалентен 2,5 наномолям на литр (2,5 нмоль/л).
- Тяжелый дефицит: <12 нг/мл = <30 нмоль/л[1].

- Дефицит: <20 нг/мл = <50 нмоль/л

- Недостаточность: 20-29 нг/мл = 50-75 нмоль/л

- Норма: 30-50 нг/мл = 75-125 нмоль/л

Уровень витамина D в пределах нормы исключет клинические проявления дефицита витамина D, а также его токсичность.

## Симптомы
В большинстве случаев дефицит витамина D протекает практически бессимптомно. Он может быть обнаружен только при анализе крови, но является причиной некоторых заболеваний:

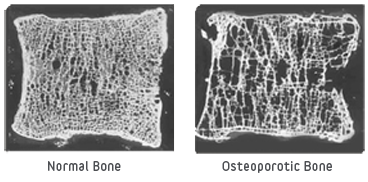
Здоровая и больная остеопорозом кость

### Осложнения
- Рахит — детское заболевание, которое характеризуется замедлением роста и деформацией длинных костей[8]. Самый первый признак гиповитаминоза D — краниотабес, аномальное размягчение или истончение черепа[9].

- Остеомаляция — заболевание, приводящее к истончению костной ткани, которое встречается у взрослых и проявляется слабостью проксимальных мышц и хрупкостью костей. Женщины с гиповитаминозом D, перенёсшие несколько беременностей, подвержены повышенному риску развития остеомаляции[10].

- Остеопороз — заболевание, которое характеризуется снижением минеральной плотности костей и повышением их хрупкости.

- Повышенный риск перелома[11][12].

- Мышечные боли, слабость и подёргивание (фасцикуляции), вызванные снижением содержания кальция в крови (гипокальциемия)[3][13]

- Пародонтит — воспалительное заболевание тканей, которое характеризуется прогрессирующим разрушением тканей парадонта, приводящее к потере зубов[14].

- Преэклампсия: существует связь между дефицитом витамина D и женщинами, у которых развивается преэклампсия во время беременности. Точная связь этих состояний не известна[15]. Гиповитаминоз D матери может вызывать заболевания костей до рождения и ухудшение состояния костей после рождения[8][16].

- Респираторные инфекции и COVID-19: Гиповитаминоз D может увеличить риск тяжелых острых респираторных инфекций и ХОБЛ[17][18]. Новые исследования предполагают связь между дефицитом витамина D и симптомами COVID-19[19][20]. Анализ показал, что дефицит витамина D не связан с большей вероятностью заболеть COVID-19, но связан с большей тяжестью заболевания, в том числе с увеличением на 80 % частоты госпитализации и смертности[21].

- Шизофрения: Гиповитаминоз D может быть связан с развитием шизофрении[5]. Люди с шизофренией обычно имеют более низкий уровень витамина D[22]. Ожирение матери, как фактор риска шизофрении связан с дефицитом витамина D[23]. Витамин D необходим для правильного развития нервной системы[5][22]. Дефицит витамина D у матери может вызвать пренатальные дефекты нейроразвития, которые влияют на нейротрансмиссию, изменяя мозговые ритмы и метаболизм дофамина[22]. Рецепторы витамина D, CYP27B1 и CYP24A1 обнаружены в различных областях мозга, демонстрируя, что витамин D является нейроактивным, нейростероидным гормоном, необходимым для развития мозга и нормального функционирования[5]. Воспаление, как причина развития шизофрении, обычно полностью подавляется витамином D[22].

## Этиология и патогенез
Наиболее подвержены дефициту витамина D люди, мало бывающие на солнце. Определенный климат, стиль одежды, избегание пребывания на солнце и чрезмерное использование солнцезащитных средств — все это может препятствовать выработке витамина D.

### Солнечное воздействие
Использование солнцезащитного крема теоретически может подавить выработку витамина D в коже более чем на 95 %. Однако на практике солнцезащитный крем применяют таким образом, чтобы оказывать незначительное влияние на уровень витамина D. На уровень витамина D в Австралии и Новой Зеландии едва ли повлияли кампании, пропагандирующие использование солнцезащитного крема. Зато ношение одежды намного сильнее снижает поверхность кожи, которая подвергается воздействию ультрафиолета, вследствие естественный синтез витамина D уменьшается. Одежда, закрывающая значительную часть кожи, при регулярном ношении, например, паранджа, приводит к снижению уровня витамина D.
В регионах, расположенных далеко от экватора, количество и интенсивность солнечного света сильно колеблятся в зависимости от сезона года. В Великобритании, среди детей и подростков низкий уровень витамина D выше зимой, чем летом. Важную роль играет образ жизни, работа в помещении по сравнению с работой на открытом воздухе подверженна риску дефицита витамина D.
Кроме того, дефицит витамина D связан с урбанизацией, поскольку загрязненный воздух блокирует ультрафиолетовые лучи, а также с увеличением числа людей, работающих в закрытых помещениях.

### Возраст
Из-за сочетания нескольких факторов, таких как снижение пребывания на солнце, сокращение потребления витамина D в пище и утончение кожи, что приводит к снижению поглощения витамина D из солнечного света. Пожилые люди, как правило, подвергаются меньшему воздействию ультрафиолетового света из-за неподвижности, пребывании в больнице и дома, что приводит к снижению уровня витамина D.

### Процент содержания жира
Поскольку витамин D3 (холекальциферол) и витамин D2 (эргокальциферол) являются жирорастворимыми, людям и другим животным со скелетом необходимо накапливать определенное количество жира. Без жира животному будет трудно усваивать витамин D2 и витамин D3, и чем меньше процент жира, тем выше риск возникновения дефицита витамина, что наблюдается у некоторых спортсменов, которые стремятся стать как можно стройнее.

### Недоедание
Хотя рахит и остеомаляция в Британии сегодня встречаются редко, вспышки остеомаляции в некоторых иммигрантских общинах происходили с женщинами, с казалось бы, достаточным пребыванием на свежем воздухе, носящих обычную одежду. Смуглая кожа и меньшее пребывание на солнце не приводят к рахиту, если только рацион не отклонялся от стандартного питания, характеризующейся высоким потреблением мяса, рыбы и яиц и низким потреблением зерновых с высоким содержанием углеводов. В солнечных странах, где рахит встречается среди малышей и детей старшего возраста, он объясняется низким потреблением кальция в рационе. Это свойственно диетам на основе злаков с ограниченным доступом к молочным продуктам. В прошлом рахит был серьезной проблемой здравоохранения населения США, где в Денвере в конце 1920-х годов почти у двух третьих из 500 детей (66 %) был рахит в легкой форме. Увеличение доли животного белка в рационе американцев XX века в сочетании с возросшим потреблением молока, обогащенного небольшим количеством витамина D, стало причиной резкого снижения случаев рахита. Исследование детей в больнице Уганды, однако, не показало существенной разницы в уровне витамина D у недоедающих детей по сравнению с не страдающими от недоедания. Поскольку обе группы были в зоне риска из-за более темной пигментации кожи, в обеих группах наблюдался гиповитаминоз D. Похоже, в этом исследовании питание не играло роли.

### Ожирение
У людей избыточным весом или ожирением на основании измерения индекса массы тела (ИМТ) имеется повышенный риск возникновения дефицита витамина D. Взаимосвязь между этими заболеваниями недостаточно хорошо изучена. Существуют много факторов, которые могут способствовать этой связи, например диета и воздействие солнечного света. Кроме того, витамин D жирорастворим, поэтому его избыток может накапливаться в жировой ткани и использоваться зимой, когда солнечное воздействие ограничено.

### Темный цвет кожи
Из-за меланина, который является естественной защитой от солнца, темнокожие люди подвержены дефициту витамина D. Для выработки такого же количества витамина D, как и людям со светлой кожей, темнокожим требуется проводить в два-три раза больше времени на солнце.

### Мальабсорбция
Уровень дефицита витамина D выше среди людей с невылеченной целиакией, воспалительными заболеваниями кишечника, экзокринной недостаточностью поджелудочной железы при муковисцидозе и синдроме короткой кишки, которые могут вызывать проблемы мальабсорбции. Дефицит витамина D также чаще встречается после хирургических операций, которые ухудшают всасывание кишечника, включая процедуры по снижению веса.

### Критические заболевания
Дефицит витамина D связан с повышенной смертностью при критических заболеваниях. Люди, принимающие добавки витамина D перед госпитализацией в реанимацию, умирают реже, чем те, кто не принимает добавки витамина D. Кроме того, уровень витамина D снижается во время нахождения в реанимации. Витамин D3 (холекальциферол) или Витамин D2 (кальцитриол), принимаемые перорально, могут снизить смертность без существенных побочных эффектов.

### Грудное вскармливание
Младенцы, находящиеся исключительно на грудном вскармливании, нуждаются в добавке витамина D, особенно если у них темная кожа или воздействие солнца минимально. Американская академия педиатрии рекомендует всем младенцам на грудном вскармливании получать 400 международных единиц (МЕ) витамина D в день.

## Гиповитаминоз D у животных
Это хроническое заболевание, сопровождающееся нарушением фосфорно-кальциевого обмена, дистрофией костей. Дефицит витамина D принимает массовый характер при стойловом содержании крупного рогатого скота, круглогодичном стойловом содержании свиней, содержании птицы на птицефабриках, когда воздействие ультрафиолетовых лучей солнца на животных ограничено . Для того, чтобы избежать заболевания, в рацион животных вводят корма, богатые данным витамином и назначают витаминные препараты.